# Kazunari Tanaka
Kazunari Tanaka (田中 一成?, Tanaka Kazunari; Prefettura di Osaka, 8 aprile 1967 – Tokyo, 10 ottobre 2016) è stato un doppiatore giapponese. Lavorava per la Aoni Production. Amava le motociclette e il sakè. Morì a causa di un'emorragia cerebrale.

## Ruoli maggiori

### Serie animate
- Air Gear (Inuyama)
- Air Master (Yashiki Shun)
- Blue submarine no. 6 (Akihiro Ookawa)
- Bleach (Abirama Redder)
- Bobobo-bo Bo-bobo (Wonk)
- Code Geass: Lelouch of the Rebellion (Shinichirō Tamaki)
- Gintama (Katoken)
- Green Green (Tadatomo "Bacchi-Gu" Ijūin)
- Haikyū!! (Kenshin Ukai)
- Hoshin Engi (Ko Hiko)
- InuYasha (Genbu)
- Konjiki no Gash Bell!! (Hiroshi Yamanaka)
- Magical Girl Pretty Sammy (Boss)
- Dragon Ball GT (Don Para)
- Marmalade Boy (Tsutomu Rokutanda, doppiato in italiano da Nicola Bartolini Carrassi)
- Mobile Suit Gundam SEED (Orson White)
- One Piece (Talaran, Avalo Pizarro)
- Planetes (Hachirota "Hachimaki" Hoshino)
- Sailor Moon (vari personaggi minori)
- Turn A Gundam (Bruno)
- Yaiba (Gerozaemon, studente di Kendo, Hakki)

### Videogiochi
- JoJo's Bizarre Adventure: All Star Battle (Tamami Kobayashi)
- JoJo's Bizarre Adventure: Eyes of Heaven (Tamami Kobayashi)
- Kaiser Knuckle (J-McCoy)
- Kessen (Yukinaka Konishi)
- Metal Gear Ac!d 2 (Harab Serap)
- Nier (voce addizionale)
- Persona 5 (Junya Kaneshiro)
- Shining Wind (Enu)
- Shining Hearts (Reidon)
- Summon Night 3 (Falzen)
- Tobal 2 (Hom)
- Yakuza 0 (Lee Wen Hai)
- Ys: The Oath in Felghana (Mr. Gardner)